# Phyciodes collina
Phyciodes collina är en fjärilsart som beskrevs av Hans Hermann Behr 1863. Phyciodes collina ingår i släktet Phyciodes och familjen praktfjärilar. Inga underarter finns listade i Catalogue of Life.